# Koweït aux Jeux olympiques d'été de 1972
Le Koweït participe aux Jeux olympiques d'été de 1972 qui se déroulent du 26 août au 11 septembre 1972 à Munich en Allemagne. Il s'agit de sa seconde participation à des Jeux d'été. La délégation koweïtienne est représentée par des athlètes en athlétisme et en natation.
Le Koweït fait partie des pays qui ne remportent pas de médaille au cours de cet événement sportif.

## Résultats

### Athlétisme
Hommes
| Athlète         | Épreuve | Séries  | Séries | Quart-de-finale | Quart-de-finale | Demi-finale | Demi-finale | Finale | Finale |
| Athlète         | Épreuve | Temps   | Rang   | Temps           | Rang            | Temps       | Rang        | Temps  | Rang   |
| --------------- | ------- | ------- | ------ | --------------- | --------------- | ----------- | ----------- | ------ | ------ |
| Younis Abdallah | 100 m   | 11 s 20 | 7e (E) | NC              | NC              | NC          | NC          | NC     | NC     |
| Mohamed Saad    | 400 m   | 49 s 61 | 5e (E) | NC              | NC              | NC          | NC          | NC     | NC     |

### Natation
Hommes
| Athlète              | Épreuve | Séries        | Séries | Demi-finale | Demi-finale | Finale | Finale |
| Athlète              | Épreuve | Temps         | Rang   | Temps       | Rang        | Temps  | Rang   |
| -------------------- | ------- | ------------- | ------ | ----------- | ----------- | ------ | ------ |
| Abdullah Abdulrahman | 100 m   | 1 min 03 s 94 | 8e (E) | NC          | NC          | NC     | NC     |
| Fawzi Burhma         | 200 m   | 2 min 33 s 75 | 7e (E) | NC          | NC          | NC     | NC     |